# Gogan
Gogan (węg. Gógán) – wieś w Rumunii, w okręgu Marusza, w gminie Bahnea. W 2011 roku liczyła 577 mieszkańców.